# Головань, Сергей Александрович
Сергей Александрович Головань (1872—1927) — генерал-майор русской императорской армии, герой обороны Порт-Артура.
Его старший брат, В. А. Головань (1870—1941) — главный библиотекарь Государственного Эрмитажа.

## Биография
Родился 20 сентября 1872 года в семье Александра Захаровича Голованя (23.08.1836—22.08.1896).
Начальное образование получил в Царскосельской гимназии, после чего 15 августа 1890 года был принят в Московское пехотное юнкерское училище.
5 августа 1891 года произведён в подпоручики и в 1892 году выпущен из училища. Служил в Кронштадтской крепостной артиллерии. 5 августа 1895 года произведён в поручики и 19 июля 1898 года в штабс-капитаны.
Пройдя курс наук в Николаевской академии Генерального штаба, Головань 28 мая 1902 года за отличиные успехи был произведён в капитаны. С 4 декабря 1902 года по 8 февраля 1904 года отбывал цензовое командование ротой при 198-м пехотном резервном Александро-Невском полку.
3 февраля 1904 года Головань был назначен обер-офицером для поручений при штабе 3-го Сибирского армейского корпуса, и в этой должности состоял в рядах Порт-Артурского гарнизона всё время осады крепости японцами; 27 января 1905 года он был награждён орденом Св. Георгия 4-й степени:
За отличия в делах против японцев, при отбитии штурмов Порт-Артура в октябре месяце и с 7-го по 19-е ноября 1904 года.
За другие отличия во время русско-японской войны он был награждён орденами Св. Анны 4-й степени, 3-й степени с мечами и бантом и 2-й степени с мечами. Также он получил ордена С. Владимира 4-й степени с мечами и бантом и Св. Станислава 2-й степени с мечами. В 1906 году произведён в подполковники (со старшинством от 9 ноября 1904 года).
19 августа 1906 года Головань был назначен помощником делопроизводителя Главного управления Генерального штаба (ГУГШ), а 9 ноября 1908 года занял должность делопроизводителя ГУГШ. 6 декабря 1908 года получил чин полковника и в 1911 году был награждён орденом Св. Владимира 3-й степени.
13 сентября 1914 года Головань был назначен военным агентом в Швейцарии и в Первой мировой войне участия не принимал; 6 декабря 1915 года произведён в генерал-майоры.
После Октябрьской революции остался в Швейцарии и скончался в Давосе 9 августа 1927 года.